# كهنوت فينياس
كهنوت فينياس هي جماعة أمريكية إرهابية تتبع الإيديولوجية المنصوص عليها في كتاب ريتشارد كيلي هوسكينز، تستخدم العنف لبث رسائل الكراهية، وتحتج هذه الجماعة دائماً على العلاقات مختلطة الأعراق، المثلية الجنسية، الإجهاض، اليهودية، التعددية الثقافية وفرض الضرائب، وتتضمن إيديولوجية كهنوت فينياس معتقدات الهوية المسيحية] وهي عقيدة أيديولوجية - دينية وتطبيقها يشمل مجموعة متنوعة واسعة من المؤمنين من أتباع لاهوت تفوق العرق الأبيض. ويرغب أعضاء الجماعة في أمة مسيحية مكونة فقط من أصحاب البشرة البيضاء. وقد قامت هذه الجماعة بعدة هجمات على عدد من عيادات الإجهاض والأطباء في الماضي، وهم يصنفون كجماعة إرهابية وفقاً للـ مكتب التحقيقات الفيدرالي.

## وصلات خارجية
- النظام وكهنوت فينياس نسخة محفوظة 26 أكتوبر 2015 على موقع واي باك مشين. من رابطة مكافحة التشهير
- عام عن كهنوت فينياس من مركز قانون الحاجة الجنوبي